# Plac Kazimierza Wielkiego w Niepołomicach
Plac Kazimierza Wielkiego – plac w Niepołomicach, na terenie osiedla administracyjnego Śródmieście. Znajduje się ona w ścisłym centrum miasta, około 250 m na północ od Zamku Królewskiego.
Plac Kazimierza Wielkiego ma obecnie de facto charakter ulicy, będącej przedłużeniem ulicy Zamkowej. Także numeracja budynków ustalona jest jak dla ulicy tj. numery nieparzyste i parzyste po przeciwnych stronach. Ma 178 m długości.
Plac ukształtował się po lokacji miasta w 1776 r. Jego pierwotną zabudowę stanowiły drewniane i murowane, parterowe kamieniczki, mieszczące mieszkania oraz punkty handlowo-usługowe, będące w większości własnością żydowską. Po drugiej wojnie światowej wyburzono część zabudowy, głównie na lewej pierzei. W latach 1994–1999 wzniesiono w tym miejscu gmach Zespołu Szkół Średnich
Przy ulicy znajduje się Zespół Szkół im. Ojca Świętego Jana Pawła II (nr 1), a także liczne sklepy i punkty usługowe.